# إسطفان الدويهي
اسطفان الدويهي (بالعربية: اسطفانوس الثاني بطرس الدويهي)؛ (بالفرنسية: Étienne Douaihi)؛ (باللاتينية: Stephanus Dovaihi)؛ (بالإيطالية: Stefano El Douaihy)؛ (2 آب 1630 حتى 3 أيار 1704) هو البطريرك السابع والخمسون للكنيسة المارونية، من عام 1670 حتى وفاته. ولد في إهدن بلبنان. يُعتبر من أبرز المؤرخين اللبنانيين في القرن 17، ولُقب «أبو التاريخ الماروني»، «عامود الكنيسة المارونيّة»، «ذهبيّ الفم الثاني»، «عظيم الأمة المارونيّة»، و«مجد لبنان والموارنة». تم إعلانه خادمًا لله من قبل مجمع قضايا القديسين بموجب الپروتوكول رقم 2145. في 3 تموز 2008 ، أذن البابا بينيديكتوس السادس عشر لمجمع قضايا القديسين بصياغة مرسوم حول فضائل البطريرك الدويهي، الذي سيشار إليه على أنه جليل منذ لحظة نشر المرسوم. هذه الخطوة مهمة في عملية التطويب المستمرة.  أعلنته الكنيسة طوباويا في 2 آب 2024.

## سيرة شخصية

### حياة مبكرة
ولد الدويهي لعائلة نبيلة (الدويهي) في وقت كان الموارنة يعانون بشدة من القمع العثماني. ومع ذلك، لم تكن الإمبراطورية العثمانية تستفيد من توسع التجارة العالمية، ولذا فإن الحكام العثمانيين والزعماء المسلمين ومشايخ الدروز الذين حكموا بالموافقة العثمانية (وهو أمر يمكن الانسحاب منه) أثروا أنفسهم بفرض ضرائب على الفلاحين الموارنة. في سن السادسة عشرة، عُرف بأنه موهبة شابة لامعة، أُرسل إلى المدرسة المارونية (الإكليريكية) في روما. درس هناك لمدة أربعة عشر عامًا، من عام 1641 إلى عام 1655، حيث شفي من حالة خطيرة كادت تؤدي إلى العمى. اعتقد الدويهي أن شفاعة السيدة مريم العذراء هي المسؤولة عن علاجه. أثناء وجوده في إيطاليا، سافر على أوسع نطاق ممكن بحثًا عن مخطوطات تتناول تاريخ الموارنة والليتورجيا. عندما عاد إلى لبنان في سن الخامسة والعشرين، تابع بحثه.
في 25 آذار (مارس) 1656، على عيد البشارة، ارتسم كاهنًا على يد البطريرك صفراوي. عام 1658، أرسل لخدمة الرعية المارونية في حلب. عيّن زائرًا رسوليًا في ريف لبنان، وخدم فيما بعد في رعية أرده. في عام 1662، تم إرساله مرة أخرى إلى حلب حيث مكث حتى 21 أيار (مايو) 1668. لدى عودته ذهب في رحلة حج إلى الأرض المقدسة. في 8 تموز 1668، عيّنه البطريرك جورج بصبعلي أسقفًا على الأبرشية المارونية في قبرص. سافر إلى قبرص في زيارة رعوية عام 1669.

### وصف موسع
بصفته أسقفًا، وبعد ذلك بصفته بطريركًا، أجرى إصلاحات في الكنيسة المارونية ورهبانها. انتخب الدويهي بطريركًا في 20 أيار (مايو) 1670، عندما كان يبلغ من العمر 40 عامًا فقط، ولكن تم تأكيده من قبل روما في 8 آب (أغسطس) 1672 فقط. يُنظر إلى هذا عالميًا على أنه اعتراف بصفاته الأخلاقية الشخصية، وتعليمه المدهش، وتقديره الشديد لقضايا الموارنة. لقد أولى اهتمامًا خاصًا لتقاليد الكنيسة المارونية، وفضل إزالة اللاتننة من الطقوس والاحتفالات. طاردته السلطات العثمانية التي استاءت من دعواته المبدئية لتحقيق العدالة للموارنة. على وجه الخصوص، كانوا محبطين بسبب مقاومته لسياساتهم الضريبية القمعية (الجزية الإسلامية): السياسات التي شهدت تهجير العديد من القرى من قبل الفلاحين غير القادرين على دفع ضرائبهم. كما أنها كانت فترة تعرض فيها الموارنة، ولا سيما رجال الدين منهم، للاعتقال المفاجئ والاعتداء والقتل. لم يُعف البطريرك، من الاعتداء على شخصه. وبناءً على ذلك، اضطر إلى الانتقال من مكان إلى آخر. مع ذلك، حافظ على كتاباته، وبدونه كان التاريخ أكثر فقرًا في المعرفة بالأمور المارونية.
سافر الدويهي في جميع أنحاء العالم الماروني، بما في ذلك قبرص وحلب، اللتين كانتا أهم مراكز الإيمان الماروني، رغم أنهما لا تزالان مهمتين حتى اليوم. ويرجع ذلك جزئيًا إلى أن حلب كانت في ذلك الوقت مركزًا للتجارة البرية الدولية، وهي التجارة الوحيدة التي كان للإمبراطورية العثمانية أي انفتاح، نظرًا للسيطرة الأوروپية على الطرق البحرية.

### الموت وما بعده
فور وفاته تقريبًا، في 3 أيار (مايو) 1704، في قنوبين، وادي قاديشا، اعتبره كثير من موارنة لبنان، ولا سيما في شمال لبنان وفي زغرتا، إهدن قديسًا. أصدر مجمع أسباب القديسين في 5 كانون الأول (ديسمبر) 1996 مرسوم «نولا أوستا» لقضية التطويب. باشرت بطريركية أنطاكية المارونية التحقيقات الأبرشية وقدمت النتائج، وعند ذروتها، إلى المجمع، الذي صادق على الإجراءات بمرسوم بتاريخ 8 تشرين الثاني 2002. نُشر كتاب قضية التطويب في عام 2005 وحصل على موافقة اللجنة التاريخية لمجمع قضايا القديسين في 24 كانون الثاني (يناير) 2006. في 3 تموز (يوليو) 2008، أذن البابا بنديكتوس السادس عشر لمجمع قضايا القديسين بصياغة مرسوم حول فضائل البطريرك الدويهي البطريرك الذي سيشار إليه على أنه مكرم منذ لحظة نشر المرسوم. جمع م.س. الدويهي بعض المعجزات المنسوبة إليه.
تم التحقيق في معجزة منسوبة لشفاعته وخضعت لتحقيق الأبرشية؛ حصلت المعجزة على تصديق رسمي من مجمع قضايا القديسين في 30 كانون الثاني (يناير) 2014. الموافقة البابوية على المعجزة مطلوبة لتطويبه.

## وجهات النظر الدينية، والفلسفية و/أو السياسية
كان الدويهي يؤمن بشدة بالأهمية الاجتماعية للتربية والعلوم (كونه عالم هاوٍ هو نفسه). نظرًا لأهمية التعلم، وتجربته في مدى تجاوز التعليم الأوروپي على الشرقي، فقد اتبع سياسة ناجحة تتمثل في إرسال أكبر عدد ممكن من الموارنة إلى روما، ليصبحوا قادرين على العودة إلى القرى التي يعيش فيها الفلاحون الموارنة، وتربية الموارنة، وبذلك ارتفع مستوى التعليم العام. أنشأ الدويهي كلية في حلب، أصبحت قاعدة لتطوير الرهبانيات المتجددة. كما هو الحال مع سياسته التربوية، كان تجديده الرهباني ناجحًا ولا يزال يؤتي ثماره حتى اليوم.
بعض نظريات الدويهي التاريخية (مثل العقيدة الدائمة للموارنة) مثيرة للجدل. وقد تم اعتماد روايته العامة عن التاريخ الماروني على نطاق واسع لتبرير الاستثنائية المارونية ثم «اللبنانة» (القومية اللبنانية) فيما بعد.

## أعماله
من بين العديد من أعمال البطريرك الدويهي، لا يزال الجزء الأكبر منها متاحًا باللغة العربية فقط. تمت ترجمة مجموعة مختارة إلى الفرنسية من قبل يواكيم مبارك في علم الأبناء الأنطاكي / المجال الماروني. ويركز هذا الاختيار على حديثه عن طقوس ومراسم الكنيسة المارونية. ومع ذلك، فإن عمله الرئيسي هو كتاب التاريخ العام، تاريخ الأزمنة، متوفر في عدة إصدارات.

### الأعمال المنشورة
- الدويهي، إ.، فهد ب. (1976). تاريخ الأزمينه . دار لحد خاطر ، لبنان.41272562
- الدويهي ، إ.، وتوتال ، ف. (1951). تاريخ الأزمينه (1095–1699) . بيروت: المطبعة الكاثوليكية.23523055OCLC 23523055
- الدويهي I. ، I. ، & Hage ، L. (1987). النموذج السرياني وعداداته الشعرية للبطريرك الماروني اسطفان الدويهي مقدمة وترجمة وتعليق وطبعة نقدية. الكسليك ، لبنان: جامعة الروح القدس.30610816OCLC 30610816
- الدويهي، إ.، وشرتوني ، ر. أ. -ك. (1980). منارة الاقداس . ربيتات البطرك استيفان الضويحي الثقافيه ، زغرتا ، لبنان.30043985OCLC 30043985
- الدويهي، إ.، فهد ب. (1974). كتاب الشرح المختصر في أصل الموارينه والثباثيم في الأمانة وحياتهيم من كل البدع والخيانة . (بيروت): بطرس فهد.17213148OCLC 17213148
- الدويهي، إ.، وداو ، أ. (1973). أصل الموارنة . منشورات مؤسسة التراث الإهدني 1. إهدان ، لبنان: [مؤسسة التراث الإهدني].43236202OCLC 43236202
- Duwayh I. ، I. ، & Hage ، L. (1986). Les strophes-types syriaques et leurs mètres poétiques du patriarche maronite Etienne Douayhi . مكتبة جامعة سان إسبريت ، 13. الكسليك ، لبنان: Bibliothèque de l'Université Saint-Esprit.31052160OCLC 31052160
- الدويهي، إ.، وشرتوني ، ر. أ. -ك. (1890). تاريخ الطائفة المرينية . بيروت: المطبعة الكاثوليكية.25520233OCLC 25520233
- الدويهي، إ.، فهد ب. (1974). Liber brevis explicationis de Maronitarum Origine eorumque الدائمة الأرثوذكسية وتحية لكل ما هو خرافات . Sl: sn ].37682271OCLC 37682271

## روابط خارجية
- الموقع الرسمي لعائلة الدويهي
- موقع البطريرك اسطفان الدويهي
- catholic-hierarchy.org
- ddata.over-blog.com
- البطريرك اسطفان الدويهي على موقع شجرة عائلة إهدن